# Пасианс
Пасиансът представлява игра с карти.
Произхожда от френската дума „пасианс“ (на френски: patience) и означава търпение, търпеливост, качество с което трябва да се въоръжи човек, ако иска да пожъне успех.

## История
Родина на пасианса е Франция. Възниква през XVII век, като основите на този вид игри се поставят от политическите затворници. Чрез тях те съкращават дългите часове прекарвани в затворите. По тази причина всяка от игрите е свързана с някоя историческа личност, но днес вече не може да се разбере дали с основание или без основание. Класическата игра Пасианс е позната като Клондайк пасианс. Играта е добре позната от дълго време и въпреки че първоначално се е играла с действително тесте карти, много хора също си я спомнят като една от класическите компютърни игри.

## Видове пасианси

### Класически пасианси
- Съдбовен пасианс
- Кралски пасианс
- „Пирамида“
- „Каменна стена“
- Боен пасианс
- Математически пасианс
- Френски пасианс
- „Монте Карло“
- „Двоен скок“
- Кибернетичен пасианс
- Затворнически пасианс
- Наполеонов пасианс

### Компютърни пасианси
- Solitaire
- Spider Solitaire